# 記述精神医学
記述精神医学（きじゅつせいしんいがく、英: descriptive psychiatry）とは、精神障害の外的徴候と行動現象の厳密な記述をその方法論的基礎とする精神医学である。20世紀初頭にクレペリンにより打ち立てられ、時には静的精神医学（static psychiatry）とも呼ばれる。力動精神医学（dynamic psychiatry）と対になる立場であるが、力動精神医学を否定するものではない。
記述精神医学においては、精神科医は観察可能な行動や状態に注目する。例えば患者の話し言葉や、患者のとった行動などである。感情や精神機構に焦点を合わせる力動精神医学とは対照的に、記述精神医学は外面の徴候に焦点を合わせる。比較的一般的なこれら二つの基本的アプローチは、長い年月をかけ現代においてなお発展し続けている。
記述精神医学の主な業績の一つは操作的診断学である『精神障害の診断と統計マニュアル』（DSM）の作成においてその方法論的基礎を成した点であり、データの裏付けのほとんどとれない精神科疾患の計量化及び均質性を担保する科学性を与えた点で評価される。
記述精神医学の短所は厳密で、血の通わない、人間的暖かみを伴わない点と見なされている。長所は秩序立ち、系統的で、科学性を伴う点である。現代においてはこれらの二つの相補的なアプローチを組み合わせて用いることが最も有用だと考えられている。